# 왕궈성

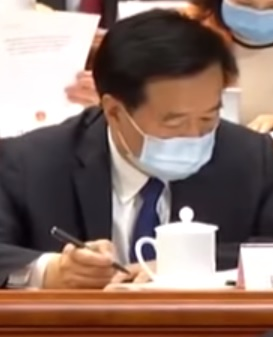

왕궈성(왕국생, 중국어 간체자: 王國生, 1956년 ~ )은 중화인민공화국의 정치인이다. 중국공산당 제17기 중앙위 후보위원과 제18기, 19기 중앙위원이다. 후베이성 성장과 칭하이성 당위원회 서기를 역임했다. 현재 허난성 성장이다.

## 생애
산둥성 둥어현 출신이다. 왕궈성은 1974년 3월, 둥어현 다차오인민공사에 지청(지식청년)으로 참여하여 공청단 서기 대리를 지냈다. 1976년 11월 산둥성 둥어현 문화교육국 선전부와 판공실, 연구실 판사원을 역임했고 1981년 9월부터 1983년 7월까지 산둥대학에서 정치학을 전공했다. 1983년 7월, 산둥성 관현 기관 개혁 공작 대원으로 활동했고 중국공산당 랴오청 지역위 판공실 정과 비서장을 지냈다. 1985년 5월 중국공산당 랴오청 지위 조직부 부부장 겸 간부과 과장을 지냈다. 1991년 10월, 중국공산당 랴오청 지위 위원과 조직부장, 가오탕현 당위원회 서기 등을 역임했다.
1995년 2월 랴오청지위 부서기를 거쳐 1997년 12월 산둥성 노동청 부청장과 당조부서기를 지냈다. 1998년 6월 산둥성 무역청 청장과 당조서기 겸 산둥성 정부 재무판공실 주임에 임명되었다. 1997년 9월부터 2000년 6월까지 중국공산당 산둥성 위원회 당교에서 정치학을 전공했다. 2000년 1월 왕궈성은 산둥성을 떠나 중국공산당 장쑤성 성위원회 기관공위 서기로 승진 임명되었고 같은해 8월 중국공산당 롄윈강시 시위원회 서기로 임명되었다. 2001년 11월 중국공산당 장쑤성 성위원회 상무위원과 롄윈강시 시위원회 서기를 거쳐 2001년 12월 중국공산당 장쑤성 성위원회 상무위원과 선전부 부부장으로 임명되었다. 2004년 6월 중국공산당 장쑤성 성위원회 상무위원과 조직부 부장을 거쳐 2008년 4월 중국공산당 장쑤성 성위원회 부서기와 조직부 부장에 임명되었다. 2010년 8월 중국공산당 장쑤성 성위원회 부서기가 되었다.
2010년 12월 중국공산당 후베이성 성위원회 부서기과 부성장, 성장 대리로 임명되었고 2011년 2월 후베이성 인민정부 성장으로 공식 선출되었다. 2016년 6월 29일, 왕궈성은 중국공산당 칭하이성 성위원회 서기로 임명되었고 2017년 1월 20일 칭하이성 인민대표대회 상무위원회 주임으로 선출되었다. 2018년 3월 21일 셰푸잔 후임으로 중국공산당 허난성 성위원회 서기로 선출되었다.